# 피어슨 포데
피어슨 데인 포데이(영어: Pierson Dane Fodé, 영어 발음: /ˈfoʊdeɪ/, 1991년 11월 6일 ~ )는 미국의 배우, 모델이다. 2015년 영화 《나오미 앤드 일라이스 노 키스 리스트》에서 일라이 역을 맡았으며, 2015년부터 2018년까지 텔레비전 드라마 《더 볼드 앤 더 뷰티풀》에 토머스 포리스터 역으로 출연한 것으로 잘 알려져 있다.

## 출연 작품

### 영화
- Naomi and Ely's No Kiss List (2015)
- 맨 프롬 토론토 (2022)

### 텔레비전
- 더 볼드 앤 더 뷰티풀 (2015-18)